# 高敬竣
高敬俊（Ko Kyung-Joon，1987年3月7日—），生於南韓濟州特別自治道，南韓足球運動員，司職中堅。

## 球員生涯
高敬俊生於南韓濟州特別自治道，於2006年在韓職球會水原藍翼展開球員生涯到2007年轉會全南天龍，於2011年往服兵役到離開軍隊後，於2013年在南華在泰國集訓期間參與試腳在熱身賽中都有上陣，並於2013年8月來港正式加盟老牌球會南華，到2014年2月以亞援身份出戰亞冠盃附加賽首圈可是最終南華於次圈不敵泰國勁旅春武里無緣亞冠盃分組賽，而他於球季結束後轉會日職球會東京綠茵到2016年7月重返祖國加盟挑戰K聯賽球會首爾依戀。 

## 球會榮譽
南華
- 香港高級組銀牌冠軍（2013–14季度）
- 香港季後附加賽冠軍（2013–14季度）

## 外部連結
- 香港足球總會網站球員資料 （页面存档备份，存于）